# Accidente aéreo de Punta del Este
El accidente aéreo de Punta del Este refiere al evento de ese tipo acaecido el 19 de marzo de 2015, en el cual un avión Beechcraft King B-90 se precipitó a las aguas someras de la laguna del Sauce, en las inmediaciones de la ciudad turística de Punta del Este, al sudeste del Uruguay. A raíz del suceso perdieron la vida las diez personas que viajaban en él, los dos pilotos y 8 pasajeros, todos ejecutivos vinculados al sector turístico, los que estaban regresando a la Argentina. Teniendo en cuenta el número de muertos, constituyó el más luctuoso accidente de aviación de la historia del departamento de Maldonado.

## El accidente
Ya entrada la noche, con condiciones meteorológicas ideales y combustible completo, despegó el Beechcraft King B-90 en un vuelo de regreso hacia el Aeropuerto Internacional de San Fernando (provincia de Buenos Aires, Argentina) desde la pista 01-19 del Aeropuerto Internacional de Punta del Este (denominado oficialmente "Aeropuerto Internacional Carlos A. Curbelo de Laguna del Sauce"), en Punta del Este (departamento de Maldonado, Uruguay). A 37 segundos de dejar la pista y siendo las 20.37 (hora uruguaya) sufrió una emergencia, referida en un primer momento por algunos como que "explotó en el aire" sin embargo especialistas uruguayos descartaron esa posibilidad, inclinándose por creer que la nave habría tenido una falla en una de sus turbinas y al ocurrir esto a poco de despegar no había alcanzado a ganar la suficiente altura para poder practicar con éxito el procedimiento que indica el protocolo para gestionar este tipo de emergencias, que consiste en ir directo al frente.
Posteriormente se precipitó de morro en un sector con una profundidad no mayor al metro y medio cubierto de plantas acuáticas flotantes (camalotes) dentro de las aguas de la laguna del Sauce, deteniéndose semisumergido muy cerca de la orilla del paraje denominado "La Lengua", quedando de inmediato envuelto en llamas. Al tocar el agua de la laguna el avión giró 180 grados, por lo que en su posición definitiva quedó con el morro en dirección hacia el lugar en donde había despegado. El lugar se encuentra localizado en las coordenadas: 34°50′54.45″S 55°7′7.25″O / -34.8484583, -55.1186806.  
Según información suministrada por personal de la Fuerza Aérea Uruguaya la aeronave «decoló», lo que permite suponer que el piloto intentó aterrizar luego de sufrir algún desperfecto.
Durante el despegue la comunicación entre la torre de control y los pilotos de la aeronave fue normal; los escasos instantes entre la explosión y la caída no les otorgaron el tiempo suficiente para que pudiesen reportar la emergencia, por lo que el sistema de alerta del avión se activó de manera automática. El avión se quemó en un porcentaje entre el 75 y el 80 %, quedando su fuselaje bastante entero y con las puertas cerradas.

## Tripulantes y pasajeros

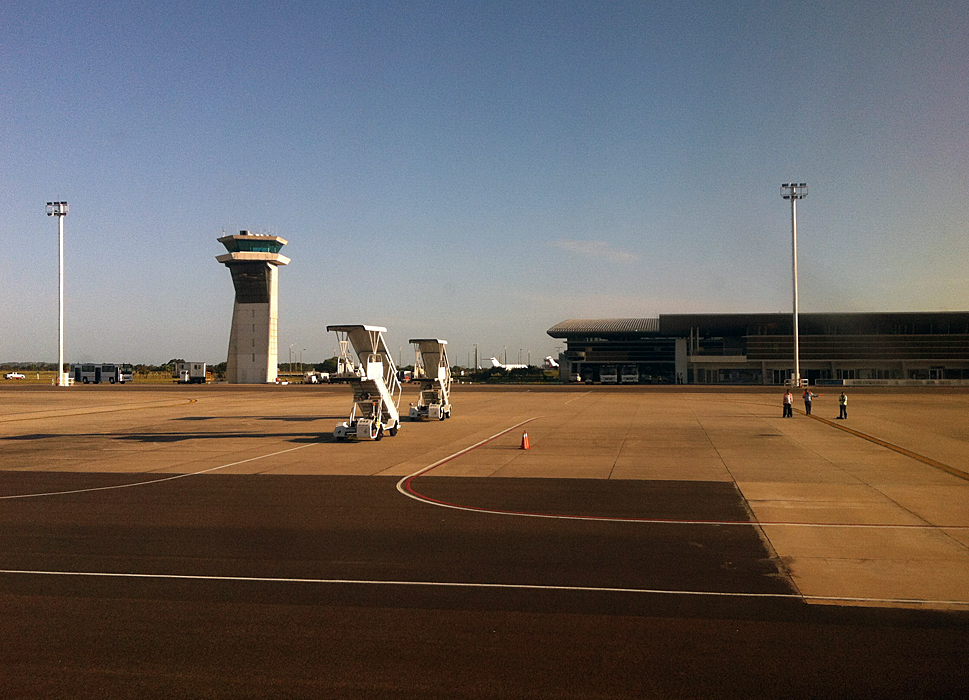
Aeropuerto Internacional de Punta del Este, desde donde despegó el avión siniestrado.

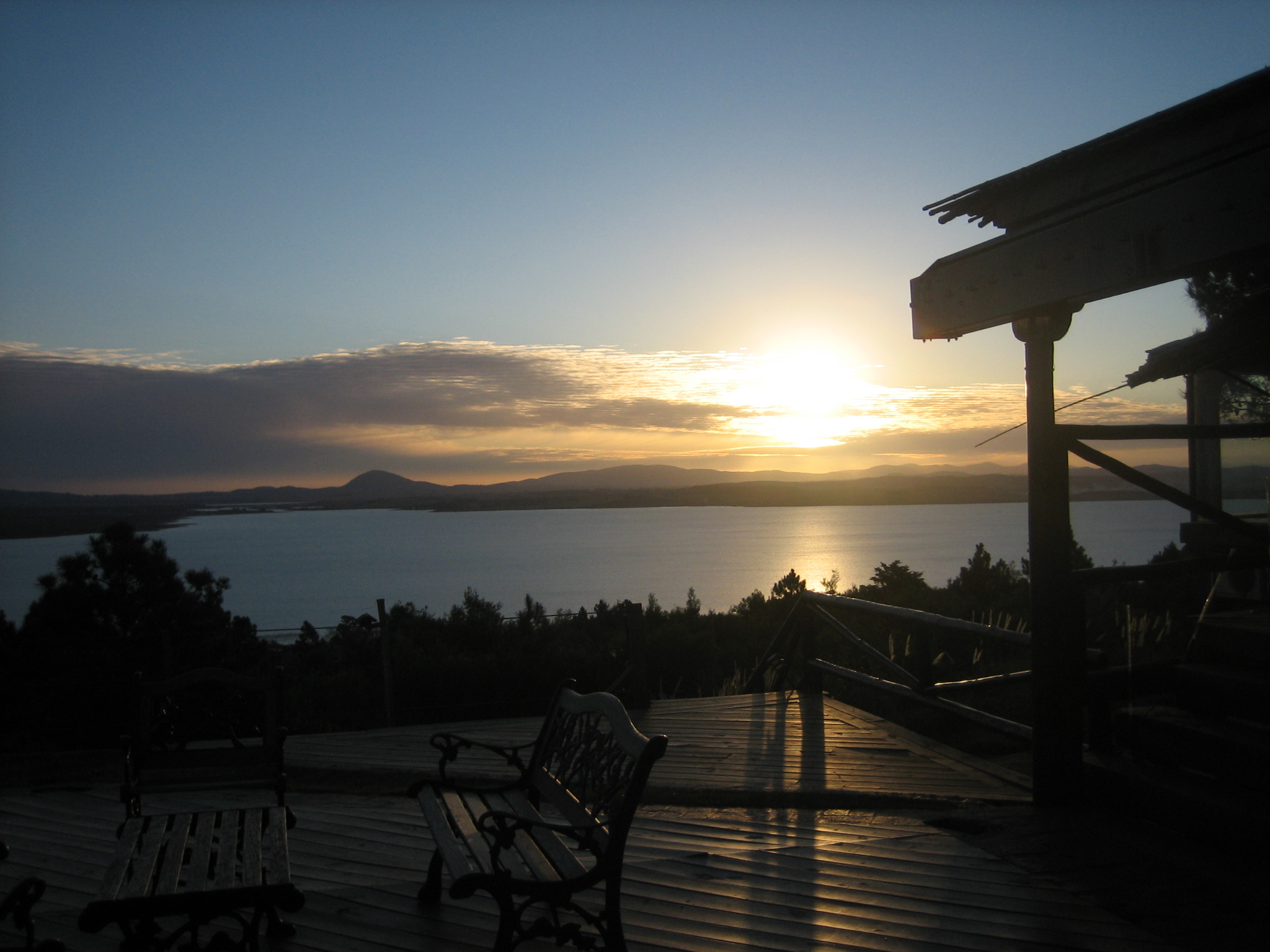
La laguna del Sauce, el lugar del accidente.

No hubo sobrevivientes. Transportaba 2 tripulantes (Luis Gustavo Pivida y Diego Chiaradia) y 8 pasajeros, 7 de los cuales eran argentinos. Todos habían arribado al aeropuerto de Punta del Este a las 9 h de ese mismo día. Entre los viajeros estaba Carlos De Elías (presidente del Bureau de Buenos Aires y propietario de la empresa Congress Rental S.A.), Marta Pires Vieira, de nacionalidad portuguesa (directora comercial de Dorier Group LatAm) y Mario Barba (de la empresa Connectis ICT Services S.A.).
Los restantes eran: Johanna Mc Cormack, Alfredo Dietrich, Marcelo Zarco, Horacio Peñaflor y Gustavo Luis Pera, todos ejecutivos de la empresa La Rural S.A., grupo que administra el centro de convenciones de La Rural (Predio Ferial de Buenos Aires), en el barrio de Palermo, en Buenos Aires. Habían viajado al Uruguay porque estaban gestionando instalar en Punta del Este un Centro de Convenciones.
Fueron encontrados en el fuselaje los 10 cuerpos carbonizados, cuyo rescate se realizó al amanecer del día 20.

## La aeronave
El avión accidentado es un Beechcraft King B-90 (también se indicó como C-90) un doble turbohélice, con matrícula argentina LV-CEO. Había sido construido en el año 1969; cumplió tareas en distintas compañías estadounidenses hasta su llegada a la Argentina. En el momento del accidente (y desde 2010) la propiedad de la aeronave pertenecía al laboratorio Droguería Meta S.A., y era utilizado por la empresa argentina de taxis aéreos: Aviajet S.A. 
Según la Administración Nacional de Aviación Civil (ANAC) de la Argentina, el avión contaba con todos los formularios en regla, por lo que estaba habilitado para hacer vuelos internacionales, habiendo incluso superado "una rigurosa inspección de fase 4" efectuada en un taller oficial, a comienzos del mismo mes del accidente final.
Accidente previo
En el mismo aeropuerto que hubiese sido el destino del vuelo (San Fernando) esta aeronave había sufrido un incidente el 21 de noviembre de 2013, ya que a raíz de haber efectuado el aterrizaje con el tren retraído había padecido de algunos daños, calificados como de "importancia", según lo que figura en el expediente número 76 713 —caratulado como "accidente"— y las conclusiones del informe que elaboró la Junta de Investigación de Accidentes de Aviación Civil (JIAAC) de la Argentina.